# 日野・V型エンジン
日野・V型エンジンは、日野自動車がかつて生産していた大型トラック・バス用V型10気筒エンジンである。

## 歴史
1977年、HE型に初搭載されて登場。長きに渡り大型トラクタ専用エンジンとして生産された。
しかし、2003年、プロフィアのモデルチェンジに伴うV型エンジンの廃止により生産終了となった。

## バリエーション

### EV700 2バルブ
1977年登場。ボア137mm ストローク135mm 排気量:19,900cc 最高出力410PS/2400rpm 最大トルク140kg･m/1400rpm
- 搭載車種
  - HE/HH型
  - スーパードルフィン

### V21C 2バルブ
1987年登場。ボア137mm ストローク142mm 排気量:20,932cc。最高出力390PS/2200rpm 最大トルク136kg･m/1400rpm
- 搭載車種
  - スーパードルフィン

### V22C 2バルブ
1987年登場。ボア139mm ストローク142mm 排気量:21,548cc 
最高出力420PS/2200rpm 最大トルク155kg･m/1400rpm 最高出力410PS/2200rpm 最大トルク146kg･m/1400rpm
- 搭載車種
  - スーパードルフィン

### V25C 4バルブ
1991年登場。ボア146mm ストローク147mm 排気量:24,610cc 
最高出力450PS/2200rpm 最大トルク165kg･m/1400rpm 最高出力480PS/2200rpm 最大トルク170kg･m/1400rpm
- 搭載車種
  - スーパードルフィン
  - スーパードルフィンプロフィア

### V26C 4バルブ
1995年登場。ボア150mm ストローク147mm 排気量:25,970cc 最高出力480PS/2200rpm 最大トルク170kg･m/1400rpm
- 搭載車種
  - スーパードルフィンプロフィア